# کوتسکی
کوتسکی (به لهستانی:  Kutyski) یک روستا در لهستان است که در گمینا کوسوف لاتسکی واقع شده‌است.